# Micranisa yashiroi
Micranisa yashiroi är en stekelart som först beskrevs av Ishii 1934.  Micranisa yashiroi ingår i släktet Micranisa och familjen fikonsteklar. Inga underarter finns listade i Catalogue of Life.